# ВЕС Родсанд 2

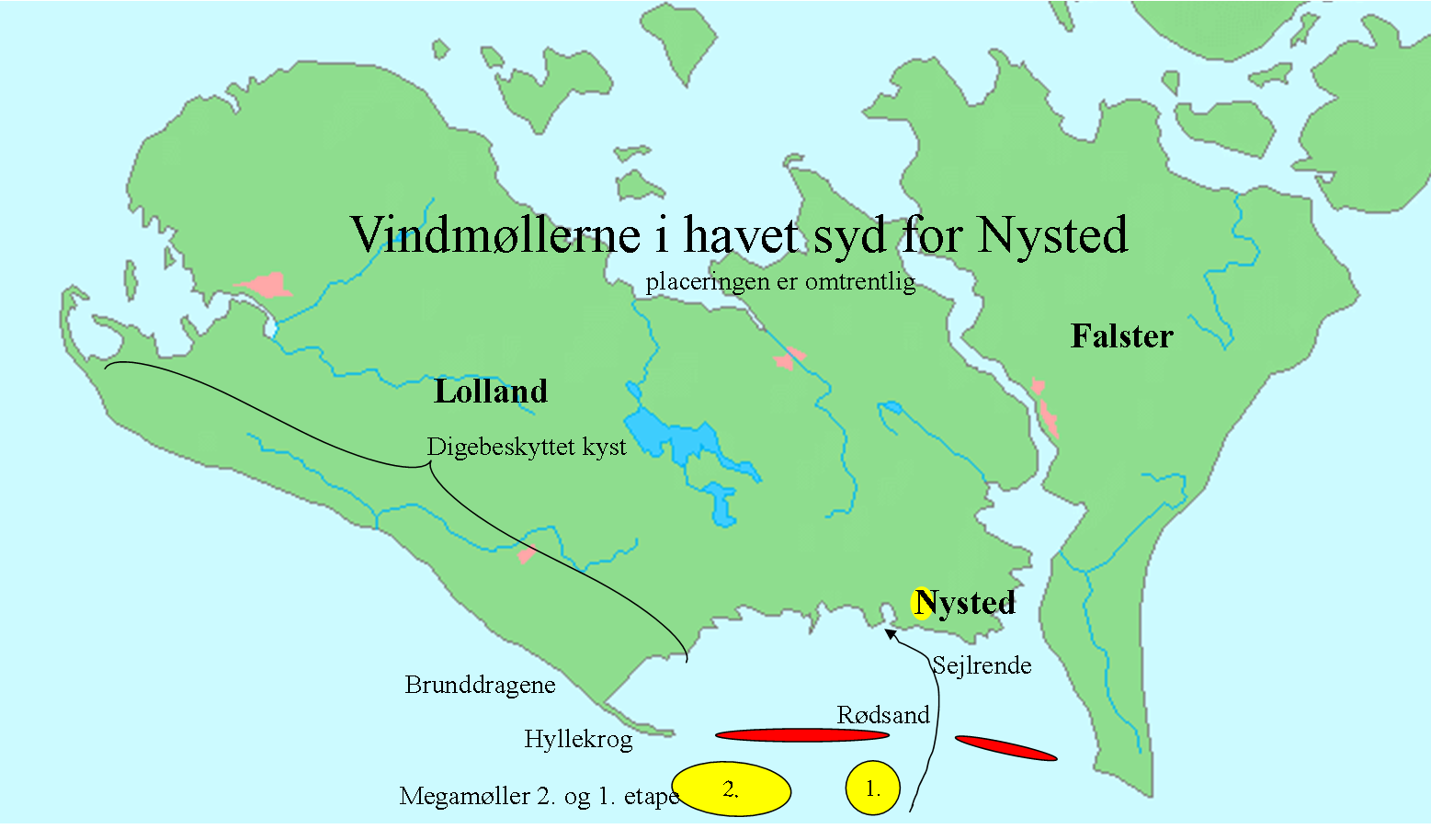
Розташування ВЕС Родсанд I та II

ВЕС Родсанд 2 (дан. Rødsand II Havmøllepark) — данська офшорна вітрова електростанція, споруджена 2010 року у Балтійському морі.
Місце для розміщення ВЕС обрали на південь від острова Лолланн, західніше введеної в експлуатацію на початку 2000-х ВЕС Ністед (Родсанд 1). Тут, при виході з утвореної островами Лоллан та Фальстер затоки лежить піщана банка Родсанд, яка і дала назву ВЕС. 
Монтаж фундаментів Родсанд 2 дуже нагадував подібний процес на попередній станції — так само гравітаційні фундаменти встановлював той же плавучий кран Eide Barge 5. Їх доставку з місця збирання на верфі у Свіноуйсце здійснювала напівзанурювана баржа Smit Anambas. Споруди вагою до 1900 тон розміщували на попередньо підготоване дно та заповнювали баластними матеріалами. Після цього доставку та монтаж вітрових турбін виконало спеціалізоване судно Sea Power.
Електростанція, розташована на площі 34 км2, складається з 90 вітрових турбін Siemens типу SWT-2.3-93 з одиничною потужністю 2,3 МВт та діаметром ротора 93 метри. Вони встановлені на баштах висотою 69 метрів у районі з глибинами моря від 6 до 12 метрів. Вироблена продукція спочатку подається на офшорну трансформаторну підстанцію, звідки за допомогою судна Henry P. Lading проклали головний експортний кабель довжиною 9 км, котрий працює під напругою 132 кВ.
Проект, реалізований компанією E.ON, коштував 450 млн євро. Він розрахований на виробництво 0,8 млрд кВт-год електроенергії на рік.